# Епитимия
Епитимия (на гръцки: ἐπιτιμία, „порицание“) е извънредно задължение, което се налага от духовник във връзка с извършени грехове от вярващите, изповядани пред него. В различните случаи това задължение може да бъде под формата на различни духовни упражнения, четене на молитви, определен период на пост, лишаване за определено време от причастие и др. Епитимията е определена и практикувана още от апостолско време. Тя няма за цел да наказва, а да изправи и излекува.